# Liste der Nationalstraßen in Laos
Die Demokratische Volksrepublik Laos verfügt über 40.000 Kilometer Straße, wovon jedoch nur etwa 5.400 asphaltiert sind (Stand: 2009). Es herrscht Rechtsverkehr. Die wichtigste Straßenverbindung ist die Nationalstraße 13, die von Boten im Norden nach Khong im Süden führt und dabei die wichtigen Städte Luang Prabang, Vientiane, Savannakhet und Pakse durchquert. In chinesisch-thailändischer Zusammenarbeit wurde der Kunming-Bangkok Expressway von Boten (Grenze Laos/China) nach Ban Houayxay (Grenze Thailand/Laos) ausgebaut.
Seit 2020 gibt es die erste Autobahn in Laos, den Vientiane-Boten Expressway.
| Schild | Name                      | Verlauf                                                                         | Länge   |
| ------ | ------------------------- | ------------------------------------------------------------------------------- | ------- |
| N1     | Nationalstraße 1 (Laos)   | Rantouy, Phongsali Grenze zu China - Attapeu Grenze zu Kambodscha               |         |
| N2     | Nationalstraße 2 (Laos)   | Thai Chang - Muang Ngeun – Grenze zu Vietnam                                    |         |
| N3     | Nationalstraße 3 (Laos)   | Nateuy (N13) - Ban Houayxay - Vierte Thailändisch-Laotische Freundschaftsbrücke | 242 km  |
| N4     | Nationalstraße 4 (Laos)   | Luang Prabang - Kenethao                                                        |         |
| ท.5    | Nationalstraße 5 (Laos)   | Tha Heua - Saysomboun - Grenze zu Vietnam                                       |         |
| ท.6    | Nationalstraße 6 (Laos)   | Phou Lao - Namsoi                                                               |         |
| N7     | Nationalstraße 7 (Laos)   | Phou Khoun (N13) - Phonsavan - Nam Kan - Grenze zu Vietnam                      |         |
| N8     | Nationalstraße 8 (Laos)   | Vieng Kham (N13) - Lak Sao - Nam Phao (Grenze zu Vietnam)                       |         |
| N9     | Nationalstraße 9 (Laos)   | Savannakhet - Lao Bảo - Grenze zu Vietnam                                       |         |
| ท.10   | Nationalstraße 10 (Laos)  | Vientiane -Bankeun - Phonhone                                                   |         |
| ท.11   | Nationalstraße 11 (Laos)  | Vientiane - Paklay                                                              |         |
| N12    | Nationalstraße 12 (Laos)  | Thakhek - Mu-Gia-Pass – Grenze zu Vietnam                                       |         |
| N13    | Nationalstraße 13 (Laos)  | Boten Grenze zu China - Vientiane - Veun Kham – Grenze zu Kambodscha            | 1346 km |
| ท.14   | Nationalstraße 14 (Laos)  | Pakse - Champasak – Grenze zu Kambodscha                                        |         |
| N15    | Nationalstraße 15 (Laos)  | Napong - Salavan - Lalay                                                        |         |
| N16    | Nationalstraße 16 (Laos)  | Sekong (N11) – Chong Mek – Grenze zu Thailand                                   | 178 km  |
| N17    | Nationalstraße 17 (Laos)  | Luang Namtha - Muang Sing - Xieng Kok - Grenze zu Myanmar                       |         |
| N18    | Nationalstraße 18 (Laos)  | Thang Beng - Attapeu - Phukuea                                                  |         |
| ท.19   | Nationalstraße 19 (Laos)  | Ban Pakha Kao - Boun Neua - Phongsali - Hatsa                                   |         |
| N20    | Nationalstraße 20 (Laos)  | Pakse - Salavan                                                                 |         |
| ท.450  | Nationalstraße 450 (Laos) | Umgehungsstraße Vientiane – Thanaleng (Präfektur Vientiane)                     | 30 km   |